# Ryo Iida
Ryo Iida (飯田 涼 Iida Ryo?), född 5 november 1993 i Kanagawa prefektur, är en japansk fotbollsspelare.
Iida började sin karriär 2012 i Fagiano Okayama. 2015 flyttade han till SC Sagamihara. Han spelade 52 ligamatcher för klubben.